# Neooperculinoides
Neooperculinoides es un género de foraminífero bentónico considerado un sinónimo posterior de Assilina de la familia Nummulitidae, de la superfamilia Nummulitoidea, del suborden Rotaliina y del orden Rotaliida. Su especie tipo era Nautilus ammonoides. Su rango cronoestratigráfico abarcaba el Ypresiense (Eoceno inferior).

## Clasificación
Neooperculinoides incluía a las siguientes especies:
- Neooperculinoides ammonoides †
- Neooperculinoides vialovi †